# Brackley Castle
Brackley Castle ist eine abgegangene Burg im Dorf Brackley, etwa 30 km entfernt von Oxford und etwa 35 km entfernt von Northampton in der englischen Grafschaft Northamptonshire.
Brackley Castle wurde bald nach 1086 erbaut. Die Reste seiner Erdwerke liegen zwischen der Hinton Road und Tesco. Es handelt sich um eine Motte, deren Mound 3 Meter hoch und etwa 40 Meter im Durchmesser war. Die Vorburg lag im Osten. Archäologische Ausgrabungen haben enthüllt, dass die Vorburg von einem Graben umgeben war. Zwei Fischteiche lagen ursprünglich außerhalb des Grabens, wurden aber später verfüllt. Der südliche Teil des heutigen St James Lake könnte Teil dieser Fischteiche gewesen sein. Brackley Castle wurde vermutlich 1147 aufgegeben. 1173 wurde die Burg zerstört.